# Comisión de Actividades Infantiles
Comisión de Actividades Infantiles, na ogół znany jako CAI – argentyński klub piłkarski z siedzibą w mieście Comodoro Rivadavia w prowincji Chubut.

## Osiągnięcia
- Mistrz trzeciej ligi argentyńskiej (Torneo Argentino A): 2001/2002

## Historia
Klub założony został 1 stycznia 1984 i pomimo faktu, że należy do najmłodszych klubów w Argentynie gra już obecnie w drugiej lidze argentyńskiej (Primera B Nacional Argentina).

## Stadion
Klub rozgrywa swoje mecze na stadionie Estadio Municipal de Comodoro Rivadavia mogącym pomieścić 10000 widzów.

## Charakter klubu
Klub skupia się przeważnie na rozwijaniu piłkarzy pochodzących z jego młodzieżowych zespołów.

Najbardziej znanym jest Sixto Peralta.